# Гроб Господень
Гроб Госпо́день (от церк.-слав. гробъ — погребальная пещера, склеп, гробница), или Свято́й Гроб (греч. Ἅγιος Τάφος) — главная святыня христианского мира, гробница в скале, которая почитается историческими церквями местом, где, согласно Евангелию, Иисус Христос был погребён Иосифом Аримафейским после его распятия и на третий день воскрес и явился ученикам.
Гробница является главным алтарём Храма Воскресения Христова в Иерусалиме. Согласно традиции, гробница находилась за городскими стенами, на северо-запад от Иерусалима, недалеко от Голгофы. В начале IV века над нею была возведена Кувуклия храма Гроба Господня. В переносном смысле, в особенности в относящихся к Средневековью исторических источниках, Гроб Господень — это вся Святая земля (Палестина), где находилось это святое для христиан место.

## По Евангелиям
Про гроб говорят все евангелисты: Мф. 27:60-28:8, Мк. 15:46-16:8, Лк. 23:53-24:24, Ин. 19:41-20:11. По их рассказу он принадлежал Иосифу Аримафейскому, находился в саду недалеко от Голгофы и был новым, то есть в нём ещё никто не был похоронен.
Данное место упоминается в следующих евангельских эпизодах:
- Положение во гроб;
- Стража у гроба — власти поставили её из опасения, что ученики похитят тело;
- Воскресение Христово;
- Явление ангела Жёнам-мироносицам;
- «Не прикасайся ко Мне» — первое явление воскресшего Иисуса Христа (Марии Магдалине).

## История открытия Гроба Господня
Поиски пещеры, в которой было погребено тело Иисуса, были предприняты в IV веке по указанию императора Константина. В 326 году его мать императрица Елена прибыла в Иерусалим с целью паломничества и поиска христианских реликвий: «…божественный Константин отправил с сокровищами блаженную Елену для отыскания животворящего креста Господня»
Первым из церковных историков об открытии Гроба Господня сообщает Евсевий Кесарийский в своём труде «Жизнь Константина». Он сообщает, что на месте пещеры, где был погребён Иисус, римлянами был построен языческий храм:

Сию спасительную пещеру некоторые безбожники и нечестивцы умыслили скрыть от взора людей, с безумным намерением скрыть через это истину. Употребив много трудов, они навезли откуда-то земли и завалили ею всё то место. Потом, подняв насыпь до некоторой высоты, замостили её камнем, и под этой высокой насыпью сокрыли божественную пещеру. Окончив такую работу, им оставалось только на поверхности земли приготовить странную, по истине гробницу душ, и они построили мрачное жилище для мёртвых идолов, тайник демона сладострастия Афродиты, где на нечистых и мерзких жертвенниках приносили ненавистные жертвы.
— Евсевий Кесарийский, «Жизнь Константина». III, 36
По приказу Константина насыпь храма была срыта и «вдруг во глубине земли, сверх всякого чаяния, показалось пустое пространство, а потом Честное и Всесвятое Знамение спасительного Воскресения. Тогда священнейшая пещера сделалась для нас образом возвратившегося к жизни Спасителя».
К 335 году над пещерой императором Константином (Сократ Схоластик сообщает, что инициатором строительства была его мать святая Елена: «мать царя предложила создать на месте гробницы многоценный молитвенный дом») был построен храм Гроба Господня, который в настоящее время представляет собой огромный архитектурный комплекс, включающий Голгофу с местом Распятия, Кувуклию — часовню в центре храма, скрывающая непосредственно пещеру Гроба, Камень помазания, Кафоликон, подземный храм Обретения Животворящего Креста, храм святой равноапостольной Елены и несколько приделов.

## Описание
Гроб Господень является типичной гробницей, высеченной в природной скале, периода Второго Храма. Тело Христа было положено на каменное погребальное Ложе (200 × 80 см, высота от пола 60 см) согласно религиозной традиции: ногами на восток (ко входу), головой на запад. С давних пор Ложе сильно повреждено неразумной ревностью паломников, которые любой ценой стремились отколоть и унести с собой частицу реликвии. Чтобы предотвратить эти попытки, святое Ложе было закрыто плитой белого мрамора, которая сейчас уже пожелтела от времени (нынешняя плита положена в 1555 году). Несколько столетий назад плита треснула поперёк. С этой трещиной связано предание, что она чудесным образом возникла, когда мусульмане захотели взять мраморную плиту для украшения мечети. Появление трещины остановило мусульман, и плита осталась на своём месте.
Изначально вокруг Ложа существовала погребальная пещера, но она была разрушена вместе с храмом в 1009 году по приказу фатимидского халифа Аль-Хакима. Сохранились лишь само Ложе, часть стен пещеры (до 60—90 см высотой) и часть входа. Сейчас пещеру заменяет устроенное внутри Кувуклии небольшое помещение (1,93 × 2,07 м), почти половину которого, справа от входа, у северной стены, занимает Ложе. Здесь могут поместиться три, самое большее четыре человека одновременно. Нынешнее помещение, как и прежнюю пещеру, также называют Святым Гробом. С востока из придела Ангела в него ведёт низкий арочный вход (всего 112 × 72 см и примерно 90 см глубины), очевидно первоначального характера, по мнению большинства археологов.

#### Исследования 2016 года
В 2016 году в Кувуклии проводились реставрационные работы, в ходе которых 27 октября с Ложа была впервые с XVI века снята закрывающая его мраморная плита и обследована оригинальная поверхность камня, на которой, как считается, три дня покоилось тело Христа. Под снятой мраморной плитой обнаружили вторую плиту с изображением креста, положенную, по версии учёных, во времена крестоносцев. Под второй плитой было обнаружено Ложе, по заверению археологов, сохранившееся неповреждённым.

### Иконы, лампады и отделка
Все внутри отделано белым и жёлто-розовым мрамором, кроме небольшого участка природной скалы в арке входа. Вокруг Ложа по периметру, на высоте примерно 30 см от него, проходит небольшой мраморный карниз. На северной стене над карнизом православная икона Воскресения Христова с предстоящими Ангелами. Изображение частично скрыто позолоченным окладом и, кроме того, ангелов на нём заслоняют две иконы, стоящие на карнизе. Слева стоит католическое барельефное изображение, справа живописное армянское изображение Воскресения, в знак того, что они имеют право служить на Святом Гробе. На карнизе, кроме того, установлены подсвечники со свечами от разных христианских вероисповеданий, а также вазы со свежими цветами, которые меняются каждый день. На западной стене, напротив входа, висит православная икона Божией Матери, за которой устроена ниша.
По стенам вокруг всего помещения высечен по-гречески тропарь святого Иоанна Дамаскина: «Яко живоносец, яко рая краснейший, воистину и чертога всякаго царскаго показася светлейший, Христе, гроб Твой, источник нашего воскресения».
Над погребальным Ложем на высоте чуть выше человеческого роста развешаны рядами 43 серебряные лампады, тринадцать из которых принадлежат православным, ещё тринадцать католикам, тринадцать армянам и четыре коптам. В будние дни горит всего несколько из них, а все лампады зажигаются только в большие праздники. В потолке имеется отверстие для вентиляции.

### Первое описание на русском языке
В начале XII века игумен Даниил впервые описал Гроб Господень на русском языке:

Гроб же Господен собою таков: это как бы маленькая пещерка, высеченная в камне, с небольшими дверцами, через которые может, став на колени, войти человек. В высоту она мала, а в длину и в ширину одинаково четыре локтя. И когда входишь в эту пещерку через маленькие дверцы, по правую руку — как бы скамья, высеченная в том же пещерном камне: на той скамье лежало тело Господа нашего Иисуса Христа. Сейчас та святая скамья покрыта мраморными плитами. Сбоку проделаны три круглых оконца, и через эти оконца виден этот святой камень, и туда целуют все христиане. Пять больших лампад с маслом висят в Гробе Господнем, и горят беспрестанно лампады святые день и ночь. Скамья ж та святая, где лежало тело Христово, в длину четыре локтя, в ширину два локтя, а по высоте пол-локтя.
— «Житие и хождение игумена Даниила из Русской земли».

## Придел Ангела
Придел Ангела (греч. παρεκκλήσιον τοϋ Αγγέλου) — небольшое помещение (3,4 × 3,9 м) в восточной части Кувуклии, которое является единственным проходом в Гроб Господень. Согласно Евангелию, на этом месте, на камне, отваленном от двери Гроба, сидел Ангел, возвестивший жёнам-мироносицам Воскресение Христа: «И вот, сделалось великое землетрясение, ибо Ангел Господень, сошедший с небес, приступив, отвалил камень от двери гроба и сидел на нём; вид его был, как молния, и одежда его бела, как снег; устрашившись его, стерегущие пришли в трепет и стали, как мёртвые; Ангел же, обратив речь к женщинам, сказал: не бойтесь, ибо знаю, что вы ищете Иисуса распятого; Его нет здесь — Он воскрес, как сказал. Подойдите, посмотрите место, где лежал Господь» (Мф. 28:2-6).
Согласно преданию, мироносицам о Воскресении Христа возвестил архангел Гавриил. Именно его имя начертано на беломраморном барельефе, который украшает вход из придела Ангела в Святой Гроб. Слева от входа на барельефе изображены небольшие фигуры жён-мироносиц, а справа фигура простирающего к ним руку Ангела. Между ними над входом вдоль мраморных складок высечена надпись по-гречески: «Что ищете живого среди мёртвых? Его нет здесь, Он воскрес».
В северной и южной стенах придела устроены два овальных отверстия диаметром примерно 30—40 см. Они используются в Великую Субботу для передачи Благодатного огня из часовни наружу. Через северное отверстие Патриарх подаёт огонь православным, через южное — армянский архимандрит армянам. Под потолком придела подвешены 15 лампад.

### Камень, отваленный от двери Гроба
Согласно Евангелию, этот камень был «весьма велик» (Мк. 16:4), но до наших дней сохранились лишь его фрагменты, потому что он был расколот на части при последнем захвате Храма мусульманами в 1244 году. Кроме того, позднее, по словам русского купца-путешественника XVI века Трифона Коробейникова, паломники «тот камень для благословения брали на мощи», то есть попросту уносили его по кусочкам. Сегодня одна из частей этого священного камня хранится под стеклом в специальном мраморном постаменте в центре придела Ангела. Этот постамент служит также местом для установки переносного святого престола при совершении архиерейской православной литургии. Другая сохранившаяся часть камня помещена в престоле церкви Спасителя армянского Сионского монастыря, который стоит, по преданию, на месте дома первосвященника Каиафы, вне стен Старого города, справа от Сионских ворот.

## Кувуклия
Куву́клия (греч. Κουβούκλιον — «покой, опочивальня», лат. Cubiculum) — это небольшая (6 × 8 м) купольная часовня жёлто-розового мрамора в центре Ротонды Храма Воскресения Христова. Она заключает в себе Гроб Господень и придел Ангела. Вход в Кувуклию с востока, он имеет деревянные двустворчатые дверки, с кафоликоном её соединяет мраморный помост. Снаружи с запада к Кувуклии пристроен придел коптов.

### История
Первая Кувуклия была построена при императоре Константине Великом в 325—335 годах и была полностью разрушена мусульманами в 1009 году. Вторично Кувуклию отстроил в 1042—1048 годах византийский император Константин Мономах, затем в XII веке её обновили крестоносцы. В 1555 году Кувуклию перестроил францисканец Бонифаций Рагузский, и она простояла до 1808 года, когда была уничтожена опустошительным пожаром. Существующая Кувуклия восстановлена в 1809—1810 годах по проекту греческого архитектора Николая Комина (греч. Κομιανός, 1770—1821) из Митилини. Впоследствии она пострадала при землетрясении 1927 года и была укреплена снаружи с боков стальными балками и стяжками. В 2016—2017 годах были проведены археологические исследования и реставрация Кувуклии, после которой внешние укрепляющие конструкции были убраны.

## Коптский придел
Коптский придел (также Голова Могилы) — небольшая часовня, пристроенная к Кувуклии с запада, с той стороны, куда была обращена Глава Христа.
Впервые алтарь появился здесь в 1042—1048 годах, когда византийский император Константин Мономах восстановил храм после разрушения его Аль-Хакимом. Позднее крестоносцы сохранили этот алтарь, сделали над ним деревянный навес и назвали Головой Могилы. Впоследствии он находился в руках францисканцев и затем перешёл Коптской церкви, которая владеет этой часовней с 1537—1540 годов. В наши дни этот придел является единственным коптским владением в храме. Как правило, придел всегда открыт и рядом дежурит коптский монах.

## Богослужение на Святом Гробе
Гроб Господень является главным алтарём Храма Воскресения Христова. Регулярные христианские службы на Святом Гробе начались самое позднее в 335 году и продолжаются по настоящее время. При гробе Господнем служила будущая Святая Нина.
Известен перерыв в богослужении с 1009 года по 1020 год, после разрушения Храма Гроба Господня Аль-Хакимом.
Сегодня только православные, армяне и католики имеют право поочерёдно служить здесь, поскольку именно эти вероисповедания сообща владеют Гробом Господним. Ежедневно на Гробе Господнем совершаются три литургии. Первыми служат литургию православные, в полночь, они имеют право совершать богослужение с 11 вечера до 3 часов утра. За греками служат литургию армяне, с 3 до 6 часов утра. Католическая литургия совершается с 6 до 9 часов утра.

### Особенности богослужения
В обычные дни православные совершают литургию непосредственно на верхней плите Гроба, поверхность которого служит престолом, а его левая сторона жертвенником. В этом случае священник всю литургию совершает коленопреклонённо, вставая только на каждение, на Малый и Великий входы, на чтение Евангелия и на вынос Святых Даров. Малый и Великий входы совершаются вокруг всей Кувуклии, а чтение Евангелия на священном камне в приделе Ангела. В торжественных случаях, при совершении архиерейской православной литургии, престол помещают в приделе Ангела, закрепляя его на постаменте со священным камнем, в этом случае Святой Гроб служит жертвенником. Архиерейская литургия служится три-четыре раза в неделю, во время этих служб Храм открыт для молящихся; в остальные дни недели литургия служится иерейским чином, это закрытые службы и присутствовать на них могут только члены Святогробского братства.
Армяне при совершении литургии обязаны приносить и возлагать на святое Ложе особую деревянную доску. Католики ставят для литургии на гробный камень особый стол, а иногда, при совершении торжественной мессы, престол располагают прямо перед входом в Кувуклию. Католики имеют в храме орга́н и постоянно используют его в богослужении.

## Доступ к Святому Гробу
Гроб Господень доступен для любого паломника или посетителя в те часы, когда храм открыт и непосредственно на Гробе не совершается какая-либо служба. У Святого Гроба постоянно дежурит православный греческий монах. Когда желающих много, монах поторапливает паломников. Существует устоявшийся православный обычай поклонения Святому Гробу, согласно которому сначала надо помолиться в приделе Ангела и приложиться к части камня, отваленного Ангелом. Потом, поцеловав низкий вход и читая про себя молитву: «Воскресение Христово видевше…», медленно и благоговейно входить в Живоносный Гроб. Войдя, поставить свечи, затем преклонить колена и молиться. Можно положить на Ложе для освящения принесённые с собой иконы, крестики и медальоны. Многие стараются непременно коснуться устами и челом головной, западной, дальней от входа части Ложа. Обратно принято выходить пятясь назад, чтобы не оборачиваться спиной ко Гробу.

## Борьба за освобождение Святого Гроба
С 637 года Палестина находилась под властью мусульман и в течение веков христиане не имели сил, чтобы вернуть её себе. Однако настало время, когда идея о вооружённом освобождении Святой земли и Гроба Господня из рук мусульман распространилась среди западных христиан. На официальном уровне она была высказана 26 ноября 1095 года в Клермоне папой Урбаном II, который призвал к вооружённому походу на восток. Его призыв породил Первый Крестовый поход, принёсший освобождение Святого Гроба в 1099 году. Однако успех Крестовых походов был временным и ограниченным, поскольку спустя 88 лет, в 1187 году, Иерусалим был утерян. И хотя крестоносцы ещё возвращали себе Святой город на короткое время, в сентябре 1244 года они лишились его окончательно. С этих пор Палестина была под властью мусульман вплоть до 1918 года, когда её заняли английские войска в ходе Первой мировой войны. С 1922 года англичане управляли здесь на основании Британского мандата.

## Архитектурные «копии» Гроба Господня
Архитектурные «копии» Гроба Господня строились начиная со времён раннего средневековья в разных христианских странах. В частности Гроб Господень был воспроизведён в следующих местах:
- Воскресенский собор Новоиерусалимского монастыря в Истре, Россия
- Воскресенский скит Валаамского монастыря, Россия
- Крипта церкви Всех Скорбящих Радость в Николаевском дворце в Санкт-Петербурге, Россия
- Храм Покрова Пресвятой Богородицы в Ясеневе, Москва, Россия
- Феодоровская церковь («Киевский Иерусалим») в Киеве, Украина
- Храмовый комплекс Санто-Стефано в Болонье, Италия
- Церковь Святого Гроба[итал.] («Сеполькро») в Милане, Италия
- Монастырь Сан-Вивальдо[итал.] («Тосканский Иерусалим») в Тоскане, Италия
- Часовня Гроба Господня[нем.] в Гёрлице, Германия
- Церковь Гроба Господня[нем.] в Шпайере, Германия
- Иерусалимская церковь[фр.] в Брюгге, Бельгия
- Мемориал Гроба Господня[фр.] в Анже, Франция
- Монастырь Гроба Господня в Вашингтоне, США

## Галерея
- Кувуклия в 1486 году. Рисунок из описания путешествия в Иерусалим Конрада фон Грюненберга
- Кувуклия в начале XX века
- Отверстие в южной стене Кувуклии, через которое Благодатный огонь подаётся армянам
- Надпись о восстановлении Кувуклии в 1810 году. Находится непосредственно в приделе Гроба Господня, над входом
- Коптский придел, пристроенный к Кувуклии с запада